# Marjorie Bowen
Marjorie Bowen, pseudonym för Gabrielle Margaret Vere Long, född Campbell 1 november 1885, död 23 december 1952, var en brittisk författare.
Marjorie Bowen studerade i hemmet, läste en tid i skola i London, studerade ett år i Paris och debuterade 16 år gammal med en roman och utgav sedan en lång rad skrifter, romaner, pjäser och noveller, oftast med historiska motiv och med handlingen förlagd till Italien eller Nederländerna. Hon skrev även historiska arbeten och biografier som Patriotic lady (1936, svensk översättning Lady Hamilton och den neapolitanska revolutionen 1799 1937), This shining woman: a Life of Mary Wollstonecraft Godwin (1937), Wrestling Jacob (1937) som handlar om John Wesley och Life of John Knox (1940). The debate continues (1939), utgiven under Bowens flicknamn Margaret Campbell, är en öppenhjärtig självbiografi.